# Emerich Němec
Emerich Němec (11. června 1923, Cieszyn – 10. října 1982, Český Těšín) byl regionální historik a genealog, který působil ve Slezsku.

## Život
Narodil se do rodiny železničáře. Lze říct, že to byl Česko-těšínský patriot, který prožil téměř celý život v tomto městě. Vystudoval zde základní školu, poté studoval na českém reálném gymnáziu. V důsledku 2. světové války maturoval až v roce 1948.

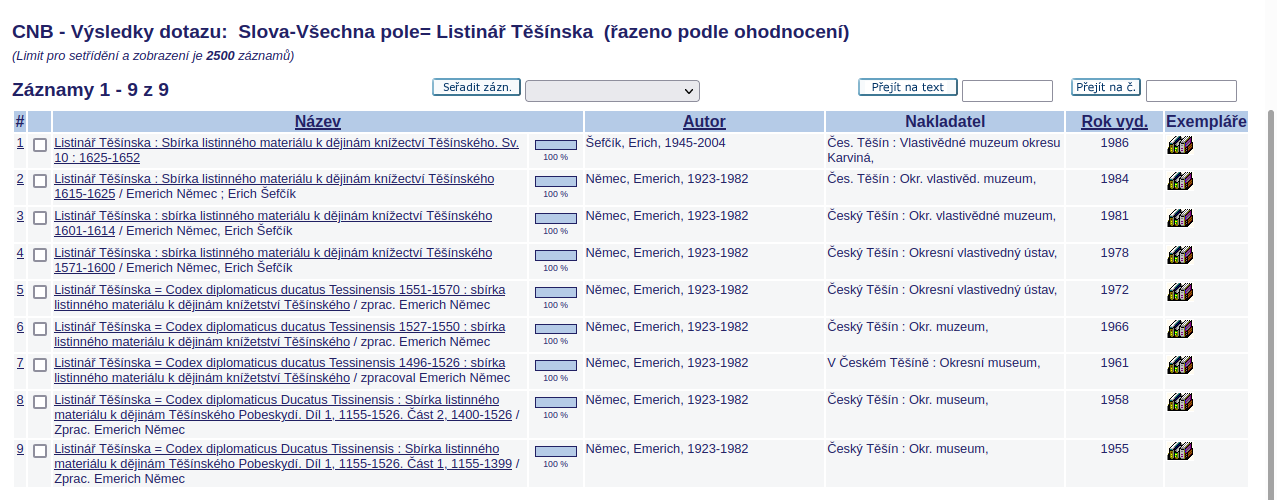
Všechny Listináře Těšínska

### Listinář Těšínska
Od roku 1948 pracoval v místních správních orgánech (MěNV, ONV). V letech 1953–1958 byl jako okresní archivář iniciátorem založení Okresního archívu v Karviné. Od roku 1958 pracoval jako technolog v Těšínské tiskárně. V 70. letech byl pro nemoc zařazen do předčasného důchodu.
Emerich Němec patřil k propagátorům dějin Těšínska. Stál u založení vlastivědného časopisu Těšínsko. Aktivně spolupracoval s Muzeem Těšínska, vydával příspěvky a edice dokumentů k historii Těšínského knížectví.
Mezi jeho díla, která vzešla ze sbírek listin pro Okresní archív patří:
- Listinář Těšínska I–II. 1155–1399. Codex diplomaticus ducatus Tesinensis. Sbírka listinného materiálu k dějinám knížectví Těšínského[2] (1955)
- Listinář Těšínska. Codex diplomaticus ducatus Tesinensis 1460–1495. Sbírka listinného materiálu k dějinám knížectví Těšínského[3] (1960)
- Listinář Těšínska III. 1155–1399. Codex diplomaticus ducatus Tesinensis. Sbírka listinného materiálu k dějinám knížectví Těšínského (1960)
- Listinář Těšínska IV. 1465–1526. Codex diplomaticus ducatus Tesinensis. Sbírka listinného materiálu k dějinám knížectví Těšínského (1961)
- Listinář Těšínska V. 1527–1550. Codex diplomaticus ducatus Tesinensis. Sbírka listinného materiálu k dějinám knížectví Těšínského. Český Těšín (1966)
- Katalog listin k dějinám Těšínska z Okresního archivu v Karviné 1377–1804[4]
- Katalog listin k dějinám Těšínska ze Státního archivu v Cieszyně 1388–1783[5]
- Materiály k dějinám Těšínska z Okresního archivu v Českém Těšíně[6]

Především Těšínska patří mezi základní zdroje o dění na Těšínském Slezsku. Byl také autorem mnoha drobných příspěvků o vlastivědě, genealogii, historii salašnictví v novinách a časopisech, které vycházely v okrese Karviná a ve městě Český Těšín.